# Télétoon+
Télétoon+ (früher Télétoon) ist ein französischer Fernsehsender, die von MultiThématiques vertrieben wird. Der Kindersender startete 1996 als gleichwertige Alternative zu Canal J von Canal Sat. 
Seit 2002 bietet Télétoon+ sein Programm auch zeitversetzt über den Sender Télétoon +1 an.

## Programm
- Atomic Betty
- Boule & Bill

Logo der Timeshift-Version

- Cosmo und Wanda – Wenn Elfen helfen
- Danny Phantom
- Lucky Luke
- Magical Doremi
- Mimis Plan
- Monster Allergy
- Pet Alien
- Sgt. Frog
- Teenage Mutant Ninja Turtles
- Teenage Robot
- Tokyo Mew Mew
- Winx Club
- Yakari